# Convertitore DC-DC

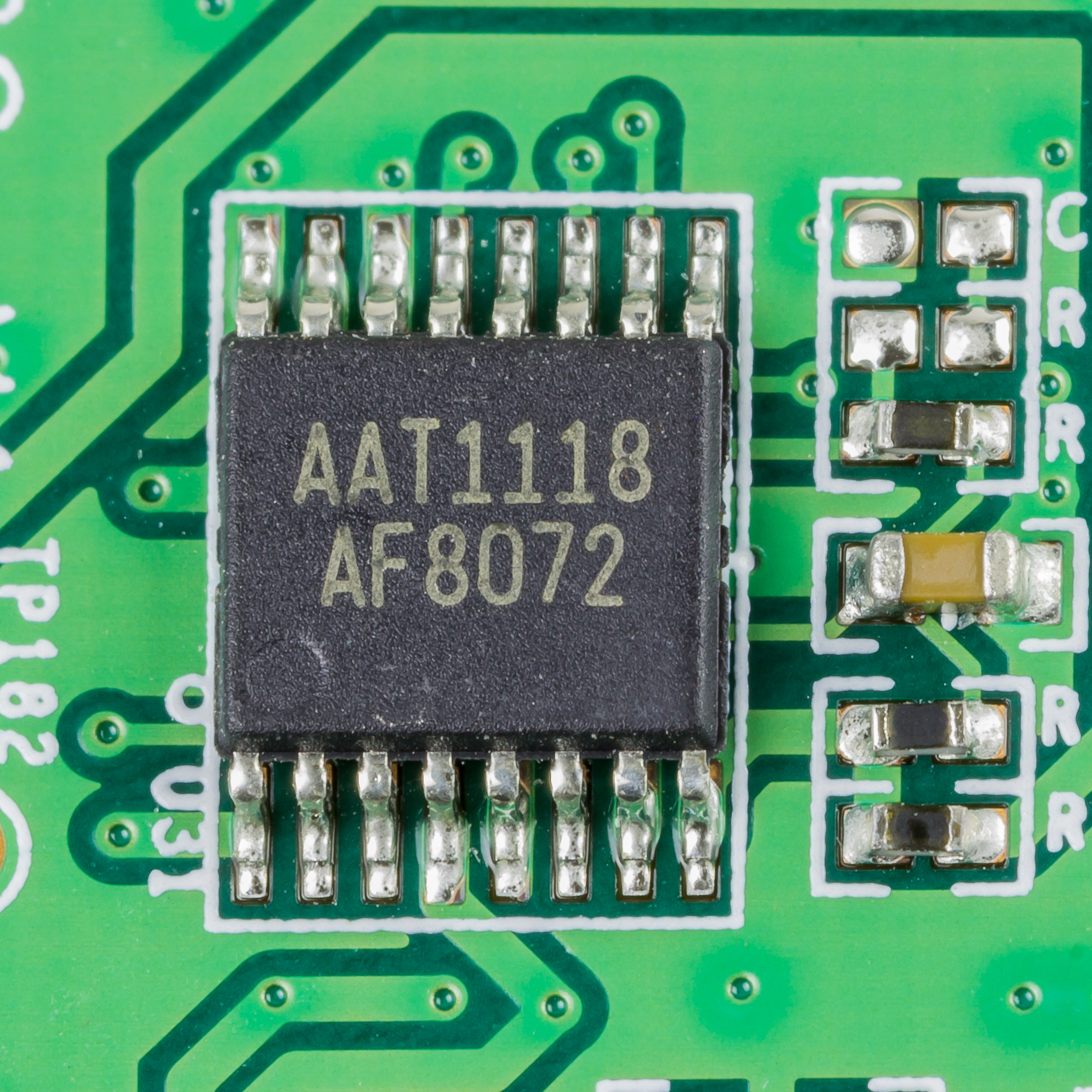
Convertitore DC-DC

Un convertitore DC-DC, in ingegneria elettronica, è un circuito che converte una sorgente di corrente continua da una tensione a un'altra. Costituisce una classe di convertitori di potenza.

## Utilizzo

Diagramma circuitale

I convertitori DC-DC sono importanti nei dispositivi elettronici mobili come i telefoni cellulari e i computer laptop, che sono alimentati da batterie. Tali strumenti elettronici spesso contengono diversi sottocircuiti, in cui ognuno necessita di un livello di tensione differente da quella fornita dalla batteria (tipicamente più alta o più bassa della tensione della batteria, e qualche volta anche tensioni negative). Inoltre, la tensione della batteria diminuisce man mano che la potenza viene prelevata. I convertitori DC-DC offrono un metodo per generare diversi livelli di tensione controllati a partire da una batteria a tensione variabile, risparmiando in tal modo spazio ed evitando di utilizzare molte batterie per fornire energia alle diverse parti dello strumento. Ci sono 2 tipi di convertitori: lineari e switching.

### Lineare
I convertitori lineari (regolatori stabilizzatori) sono circuiti che sfruttano un riferimento interno (ad esempio, un bandgap) e regolano la tensione di uscita tramite una retroazione interna. Essendo circuiti lineari, la tensione di uscita è sempre inferiore alla tensione di ingresso. 
La grandezza Vin-Vout viene chiamata "drop-out" e il drop-out minimo limita la minima tensione in ingresso che permette al circuito di funzionare e mantenere l'uscita regolata. I convertitori (regolatori stabilizzatori) LDO, Low Drop Out, impiegano un transistor con una bassa tensione di giunzione o altre tecniche per poter funzionare anche con tensione di ingresso molto vicina alla tensione di uscita (caso di minima dissipazione di calore a parità di corrente fornita).
I convertitori lineari presentano vantaggi rispetto ai regolatori switching:
- garantiscono un'uscita molto meno rumorosa,
- garantiscono un'accuratezza della tensione di uscita dell'ordine di qualche percento, generalmente migliore rispetto agli switching,
- quelli monolitici sono circuiti integrati piccoli che non richiedono componenti esterni a parte condensatori di by-pass (inoltre sono spesso in package con 3 pin, Vin, Vout e GND).

Generalmente, sono meno flessibili dei regolatori switching e presentano alcuni svantaggi:
- la potenza dissipata dal circuito dipende dalla tensione di ingresso, in particolare da: {\displaystyle I_{out}\cdot (V_{in}-V_{out})},
- l'efficienza dipende anch'essa da {\displaystyle V_{in}-V_{out}}, in quanto questa differenza di tensione viene “persa” sull'integrato,
- il drop-out minimo dipende da temperatura e corrente di uscita.

È importante tenere conto che, se il circuito viene fatto lavorare a {\displaystyle V_{in}-V_{out}} basse, l'efficienza può essere comparabile o migliore dei regolatori switching.

### Metodo di conversione a switch

Convertitore Flyback

Ponte H

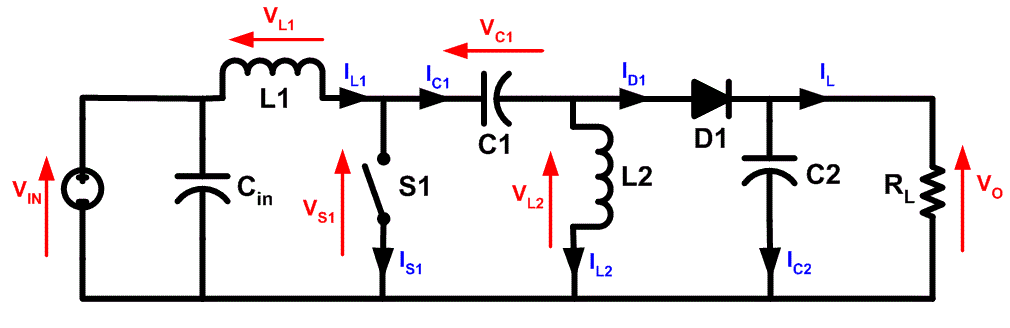
SEPIC

I convertitori elettronici a switch DC-DC sono disponibili per convertire un livello di tensione in un altro. Questi circuiti, molto simili agli alimentatori switching, tipicamente compiono la conversione applicando tensione continua DC su un induttore per un periodo di tempo (di solito in un range di frequenza da 100 kHz a 5 MHz), nel quale scorre una corrente elettrica, così da immagazzinare energia magnetica: quando viene tolta la tensione, si trasferisce l'energia immagazzinata come tensione d'uscita del convertitore in maniera controllata. Agendo sul rapporto di on/periodo, detto anche duty cycle, la tensione d'uscita rimane regolata anche se la corrente d'entrata cambia. Questo metodo di conversione è molto efficiente (compreso tra 80% e il 95%) a differenza del metodo lineare che dissipa potenza. Grazie all'elevata efficienza si aumenta la durata delle batterie dei dispositivi portatili. Uno svantaggio dei convertitori a commutazione è il rumore elettrico generato alle alte frequenze, che comunque può essere limitato con appositi filtri.
I convertitori DC-DC isolati si basano sullo stesso principio di funzionamento, ma mantengono isolati elettricamente ingresso e uscita tramite un trasformatore di isolamento. Ciò permette di avere differenti tensioni tra ingresso e uscita anche notevoli, nell'ordine delle centinaia o migliaia di volt. Possono essere delle eccezioni rispetto alla definizione dei convertitori di DC-DC, in quanto la loro tensione dell'uscita è spesso (ma non sempre) la stessa della tensione in ingresso.
Un convertitore DC-DC con uscita in corrente accetta una potenza continua in ingresso e produce in uscita una corrente costante, mentre la tensione d'uscita dipende dalla impedenza del carico.
Le varie topologie dei convertitori DC-DC possono generare varie combinazioni di tensioni. Alcuni nomi di convertitori a seconda della topologia sono:
- buck
- boost
- buck-boost
- inverter
- forward
- flyback
- push-pull
- half bridge
- full bridge
- Ćuk
- SEPIC

In generale, il termine "convertitore DC-DC" si riferisce a uno di questi convertitori a commutazione.
I convertitori DC-DC a commutazione sono disponibili con una grande varietà di ingressi e uscite di tensioni fisse o variabili.
I convertitori DC-DC sono ora disponibili come circuiti integrati che necessitano di pochi componenti esterni per costruire un convertitore completo. I convertitori DC-DC sono anche disponibili come circuiti ibridi completi, pronti all'uso.

### Elettrochimica
Un altro uso dei convertitori DC-DC nel range di potenza dai kW ad alcuni MW è rappresentato nelle batterie di flusso come le batterie redox al vanadio, anche se queste tecniche non sono state commercialmente applicate.